# King’s Inns
The Honorable Society of King’s Inns (kurz: King’s Inns; irisch: Cumann Onórach Óstaí an Rí) ist die in Dublin, Irland ansässige Gerichtsinnung (Inn of Court) für die Rechtsanwaltskammer von Irland. Sie wurde 1541 gegründet und ist die älteste heute noch bestehende Bildungseinrichtung Irlands.

## Aufgaben
King’s Inns vergibt den Titel barrister-at-law, der die Voraussetzung für eine Mitgliedschaft in der Kammer (Bar of Ireland) und somit die Zulassung als Rechtsanwalt in Irland ist. King’s Inns bietet sowohl die Ausbildung als Rechtsanwalt an als auch die Fortbildung von bereits zugelassenen Rechtsanwälten. King’s Inns ist zudem dafür zuständig, die existierende Rechtsprechung neben dem Englischen auch in der irischen Sprache zu pflegen. Da Englisch nur die zweite Amtssprache Irlands und Irisch die erste ist, hat jeder Bürger Irlands das Recht, eine Gerichtsverhandlung auf Irisch zu erhalten und darin seine Gesetze zu lesen.

## Geschichte

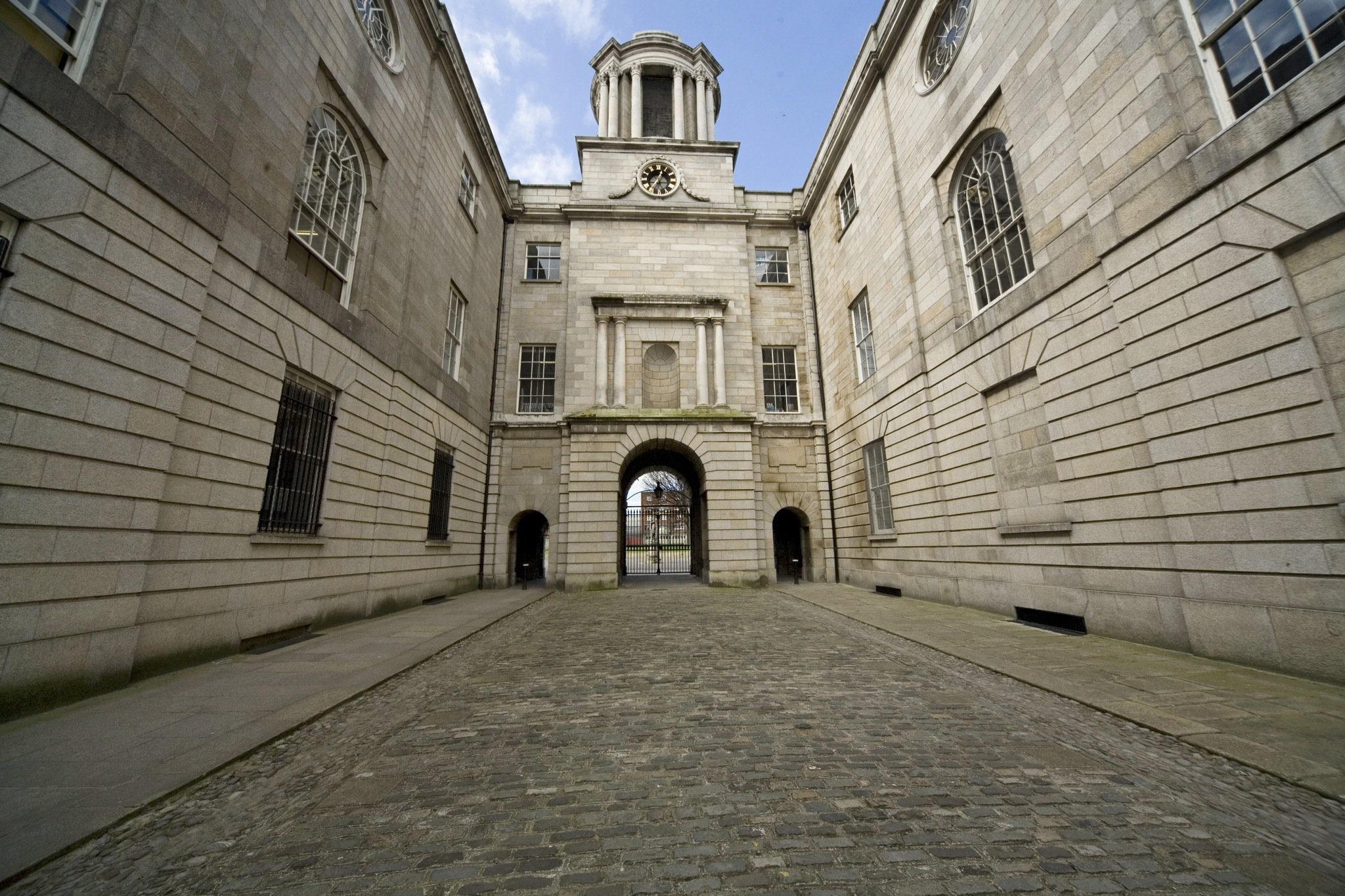
King’s Inns, Innenhof heute

King’s Inns erhielt 1541 die Royal Charter durch den englischen König Heinrich VIII. Es ist somit 51 Jahre älter als das Trinity College Dublin und die älteste Bildungseinrichtung des Landes. Die Gründer der Gesellschaft benannten sie zu Ehren ihres Königs, der im selben Jahr das Königreich Irland begründet hatte. Nachdem es zunächst in den Dublin Quays am Fluss Liffey saß, wurde es 1607 neu konstituiert. 1790 wurden die heutigen Gebäude der Gesellschaft gekauft, und damit der Grundstein für den Four Courts gelegt. Hier sitzt bis heute auch der Supreme Court, der High Court sowie der Central Criminal Court.
King’s Inns hatte in den Jahrzehnten seiner Gründung die Herausforderung, dass Iren mit dem Wunsch zur Berufsausbildung als Anwälte fast ausschließlich den englischen Inns of Court in London beitreten mussten. Diese Regelung blieb bis ins späte 19. Jahrhundert bestehen. Erst ab Mitte des 18. Jahrhunderts wurden eigenständige Kurse zum Rechtsanwalt des irischen Inns angeboten.
King’s Inns hoffte zunächst, dass die Teilung Irlands von 1920 bis 1922 nicht seinen Lehrauftrag für die gesamte irische Insel unterbrechen ließe, und setzte 1922 ein „Committee of Fifteen“ für Nordirland ein. 1926 gründete sich dennoch eine separate Innung in Nordirland (Bar Council of Northern Ireland). Ab 1929 wurden Kenntnisse in der irischen Sprache für die Zulassung zu den King’s Inns verpflichtend.

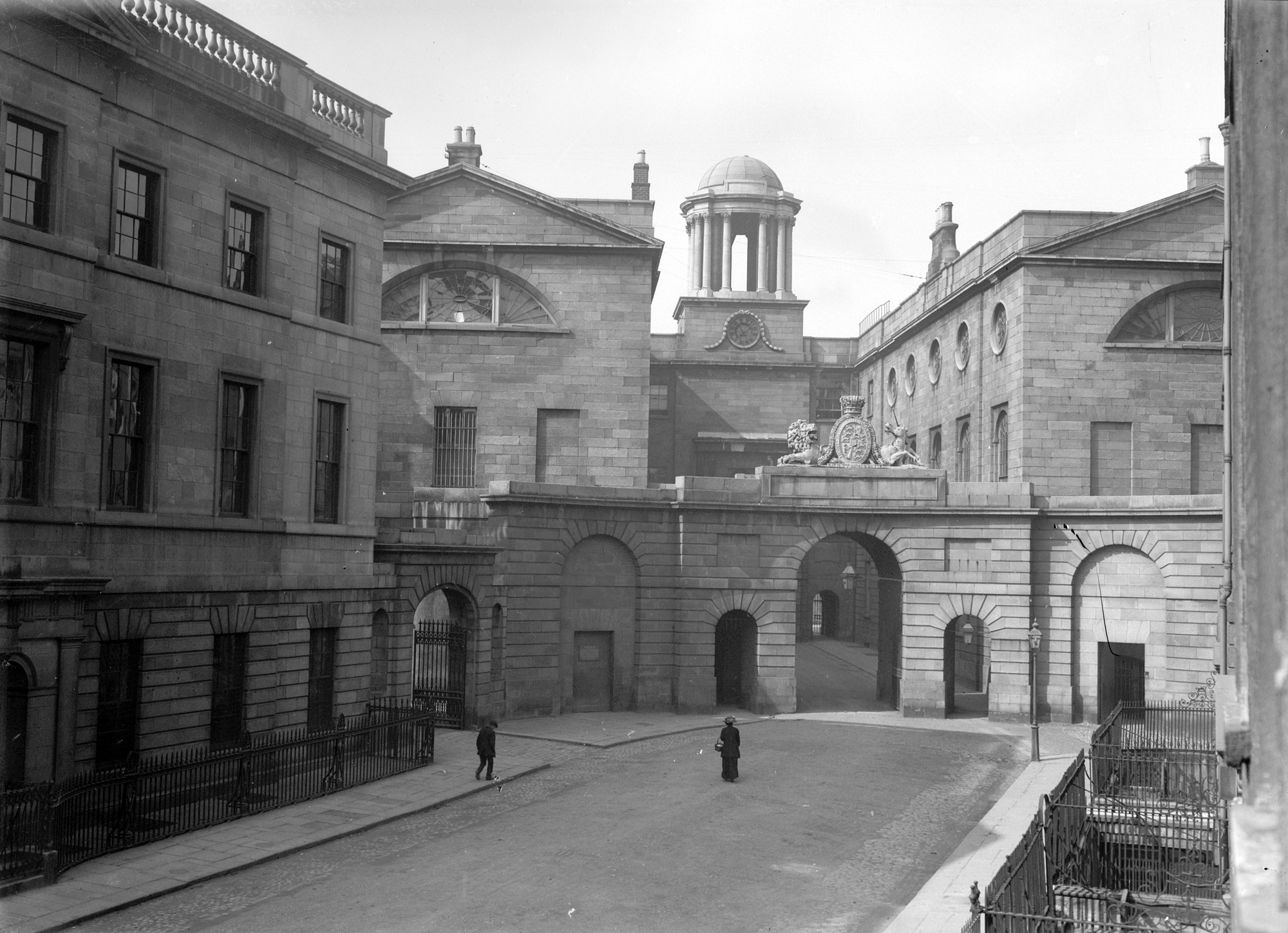
King’s Inns, Innenhof im 20. Jhd.

| Liste der Schatzmeister von 1804 bis 1979                                     |
| ----------------------------------------------------------------------------- |
| 1804–1805 Viscount Avonmore                                                   |
| 1805–1806 William Downes                                                      |
| 1806–1807 Lord Norbury                                                        |
| 1807–1808 S. O’Grady                                                          |
| 1808–1809 kein Name                                                           |
| 1809–1810 Mr. Justice Day                                                     |
| 1810–1811 kein Name                                                           |
| 1811–1812 Mr. Justice Fox                                                     |
| 1812–1813 kein Name                                                           |
| 1813–1814 W.C. Smith                                                          |
| 1814–1815 Charles Osbourne                                                    |
| 1815–1816 Baron McCleland                                                     |
| 1816–1817 Edward Mayne                                                        |
| 1817–1818 Judge Fletcher                                                      |
| 1818–1819 Judge Moore                                                         |
| 1819–1820 Judge Johnson                                                       |
| 1820–1821 Judge Jebb                                                          |
| 1821–1822 kein Name                                                           |
| 1822–1823 Mr. Justice Burton                                                  |
| 1823–1824 Baron Pennefather                                                   |
| 1824–1825 Charles Kendal Bushe, LCJ                                           |
| 1825–1826 Mr. Justice Vandeleur                                               |
| 1826–1827 Mr. Justice Torrens                                                 |
| 1827–1828 William MacMahon, MR                                                |
| 1828–1829 Lord Plunket                                                        |
| 1829–1830 kein Name                                                           |
| 1830–1831 S. O’Grady                                                          |
| 1831–1832 Sir William Smith. Bt.                                              |
| 1832–1833 John Leslie Foster                                                  |
| 1833–1834 John Doherty                                                        |
| 1834–1835 Henry Joy                                                           |
| 1835–1836 Mr. Justice Burton                                                  |
| 1836–1837 kein Name                                                           |
| 1837–1838 Mr. Justice Torrens                                                 |
| 1838–1839 Baron Foster                                                        |
| 1839–1840 Judge Crampton                                                      |
| 1840–1841 Judge Perrin                                                        |
| 1841–1842 kein Name                                                           |
| 1842–1843 Baron Richards                                                      |
| 1843–1844 Nicholas Ball                                                       |
| 1844–1845 kein Name                                                           |
| 1845–1846 Thomas Lefroy                                                       |
| 1846–1847 Edward Pennefather, LCJ                                             |
| 1847–1848 Francis Blackburne, LCJ                                             |
| 1848–1849 T. B. C. Smith, MR                                                  |
| 1849–1850 David R. Pigot                                                      |
| 1850–1851 Judge Moore                                                         |
| 1851–1852 James Henry Monahan, LCJ of the Common Pleas Court                  |
| 1852–1853 Francis Blackburne, Lordkanzler von Irland                          |
| 1853–1854 Baron Greene                                                        |
| 1854–1855 kein Name                                                           |
| 1855–1856 Thomas Lefroy                                                       |
| 1856–1857 T. B. C. Smith, MR                                                  |
| 1857–1858 kein Name                                                           |
| 1858–1859 James Henry Monahan, LCJ of the Common Pleas Court                  |
| 1859–1860 Mr. Justice Christian                                               |
| 1860–1861 Mr. Justice O’Brien                                                 |
| 1861–1862 Mr. Justice Hayes                                                   |
| 1862–1863 Baron Fitzgerald                                                    |
| 1863–1864 kein Name                                                           |
| 1864–1865 Baron Fitzgerald                                                    |
| 1865–1866 Baron Deasy                                                         |
| 1866–1867 Mr. Justice O’Hagan                                                 |
| 1867–1868 James Whiteside, LCJ                                                |
| 1868–1869 The Lord Chancellor                                                 |
| 1869–1870 kein Name                                                           |
| 1870–1871 Mr. Justice Lawson                                                  |
| 1871–1872 George Battersby, QC                                                |
| 1872–1873 Gerald FitzGibbon                                                   |
| 1873–1874 Baron Dowse                                                         |
| 1874–1875 Mr. Justice Morris                                                  |
| 1875–1876 der Richter des Court of Probate                                    |
| 1876–1877 Hewitt Poole Jellett                                                |
| 1877–1878 Mr. Justice Barry                                                   |
| 1878–1879 James Murphy                                                        |
| 1879–1880 George Augustus Chichester May                                      |
| 1880–1881 Edward Pennefather, QC                                              |
| 1881–1882 Mr. Justice Harrison                                                |
| 1882–1883 Mr. Serjeant David Sherlock (First Serjeant at Law)                 |
| 1883–1884 Judge Townsend                                                      |
| 1884–1885 Thomas De Moleyns, QC                                               |
| 1885–1886 Andrew M. Porter, MR                                                |
| 1886–1887 Piers F. White, QC                                                  |
| 1887–1888 The Lord Chief Baron of the Exchequer                               |
| 1888–1889 Arthur Stanley Jackson, QC                                          |
| 1889–1890 Lord Justice Fitzgibbon                                             |
| 1890–1891 John Richardson, QC                                                 |
| 1891–1892 Mr. Justice Holmes                                                  |
| 1892–1893 Samuel Walker                                                       |
| 1893–1894 Judge Miller                                                        |
| 1894–1895 Charles Hare Hemphill, QC, Solicitor General                        |
| 1895–1896 Mr. Justice Johnson                                                 |
| 1896–1897 William Bennett Campion, QC                                         |
| 1897–1898 Mr. Justice O’Brien                                                 |
| 1898–1899 kein Name                                                           |
| 1899–1900 Mr. Justice Andrews                                                 |
| 1900–1901 John H. Twigg, QC                                                   |
| 1902–1903 Stephen Ronan                                                       |
| 1903–1904 Mr. Justice Boyd                                                    |
| 1904–1905 Mr. Serjeant William Houston Dodd (Third Serjeant at Law)           |
| 1905–1906 Mr. Justice Madden                                                  |
| 1906–1907 James H. M. Campbell, KC, MP                                        |
| 1907–1908 Mr. Justice Kenny                                                   |
| 1908–1909 Charles L. Matheson, KC                                             |
| 1909–1910 Mr. Justice White                                                   |
| 1910–1911 Charles Andrew O’Connor, KC, Solicitor General                      |
| 1911–1912 Mr. Justice Barton                                                  |
| 1912–1913 John Gordon, KC                                                     |
| 1913–1914 Mr. Justice Wylie                                                   |
| 1914–1915 Denis Henry, KC                                                     |
| 1915–1916 Gerald Fitzgerald                                                   |
| 1916–1917 Arthur W. Samuels, KC                                               |
| 1917–1918 Thomas Lopdell O’Shaughnessy (Last Recorder of Dublin)              |
| 1918–1919 Godfrey Fetherstonhaugh, KC                                         |
| 1919–1920 Mr. Justice Moore                                                   |
| 1920–1921 Robert F. Harrison                                                  |
| 1921–1922 Mr. Justice Powell                                                  |
| 1922–1923 William Morgan Jellet, KC, MP                                       |
| 1923–1924 Thomas Francis Molony, LCJ (letzter Lord Chief Justice of Ireland)  |
| 1924–1925 Samuel L. Brown, KC                                                 |
| 1925–1926 Mr. Justice Gerald Fitzgibbon                                       |
| 1926–1927 Alexander F. Blood, KC                                              |
| 1927–1928 Mr. Justice Henry Hanna                                             |
| 1928–1929 Garrett William Walker                                              |
| 1929–1930 Mr. Justice William E. Wylie                                        |
| 1930–1931 Hewitt R. Poole                                                     |
| 1931–1932 Mr. Justice Timothy Sullivan (1. Präsident des High Court)          |
| 1932–1933 Frederick W. Price                                                  |
| 1933–1934 Frederick W. Price                                                  |
| 1934–1935 Mr. Justice James Creed Meredith                                    |
| 1935–1936 Ernest J. Phelps, SC                                                |
| 1936–1937 Mr. Justice Johnson                                                 |
| 1937–1938 Frederick F. Denning                                                |
| 1938–1939 Mr. Justice James A. Murnaghan                                      |
| 1939–1940 Andrew Kingsbury Overend, KC                                        |
| 1940–1941 Mr. Justice John O’Byrne                                            |
| 1941–1942 Thomas S. McCann                                                    |
| 1942–1943 Conor Alexander Maguire (2. Präsident des High Court)               |
| 1943–1944 Patrick Lynch, KC                                                   |
| 1944–1945 Mr Justice Geoghegan                                                |
| 1945–1946 J. M. Fitzgerald, SC                                                |
| 1946–1947 Mr. Justice Cahir Davitt                                            |
| 1947–1948 John Aloysius Costello                                              |
| 1948–1949 Mr. Justice George Gavan Duffy (3. Präsident des High Court)        |
| 1949–1950 R. G. L. Leonard, KC                                                |
| 1950–1951 Mr. Justice George William Shannon (1. Präsident des Circuit Court) |
| 1951–1952 Vincent Rice, SC                                                    |
| 1952–1953 Mr. Justice Cecil Lavery                                            |
| 1953–1954 Frank Fitzgibbon, QC                                                |
| 1954–1955 Mr. Justice Martin C. Maguire                                       |
| 1955–1956 Mr. Carson                                                          |
| 1956–1957 Mr Justice Kevin Haugh                                              |
| 1957–1958 P. McCarthy                                                         |
| 1958–1959 Mr. Justice T.C. Kingsmill Moore                                    |
| 1959–1960 Henry J. Molony                                                     |
| 1960–1961 Mr. Justice Cearbhall Ó Dálaigh                                     |
| 1961–1962 Richard McGonigal, SC                                               |
| 1962–1963 Mr. Justice Frederick O. Budd                                       |
| 1963–1964 Thomas F. Bacon                                                     |
| 1964–1965 Mr. Justice George D. Murnaghan                                     |
| 1965–1966 Mr Campbell                                                         |
| 1966–1967 Mr. Justice Richard McLoughlin                                      |
| 1967–1968 Denis Pringle                                                       |
| 1968–1969 Mr. Justice William Fitzgerald                                      |
| 1969–1970 G. Micks                                                            |
| 1970–1971 Mr. Justice Thomas Teevan                                           |
| 1971–1972 T. K. Liston, SC                                                    |
| 1972–1973 Mr. Justice Aindrias Micheál Ó Caoimh (5. Präsident des High Court) |
| 1973–1974 Thomas B. Hannin                                                    |
| 1974–1975 Mr. Justice Brian Walsh                                             |
| 1975–1976 Ernest M. Wood                                                      |
| 1976–1977 Mr. Justice John Kenny                                              |
| 1977–1978 Oliver D. Gogarty, SC                                               |
| 1978–1979 Mr. Justice Séamus Henchy                                           |
| 1979–1980 Thomas Vincent Davy, SC                                             |

## Bekannte Absolventen
- Henry Grattan (1746–1820), irischer Politiker
- Theobald Wolfe Tone (1763–1798), Anführer der irischen Unabhängigkeitsbewegung in der Rebellion von 1798
- Daniel O’Connell (1775–1847), irischer Politiker
- The Baron Carson (1854–1935), irischer Politiker
- John Redmond (1856–1918), irischer Politiker
- Patrick Pearse (1879–1916), Anführer des Osteraufstands von 1916
- John A. Costello (1891–1976), Ministerpräsident von Irland
- V. V. Giri (1894–1980), Präsident der Republik Indien
- Jack Lynch (1917–1999), Ministerpräsident von Irland
- Liam Cosgrave (1920–2017), Ministerpräsident von Irland
- Charles Haughey (1925–2006), Ministerpräsident von Irland
- Mary Robinson (1944–), Präsidentin von Irland
- Susan Denham (1945–), Chief Justice of Ireland
- John Bruton (1947–2024), Ministerpräsident von Irland

## Website
- Offizielle Website des King’s Inns